# Joanna Soderini
Joanna Soderini (ur. 1301 we Florencji; zm. 1 września 1367) – włoska Błogosławiona Kościoła katolickiego.

## Życiorys
Pochodziła z religijnej rodziny, a także była uczennicą św. Juliany Falconieri. Zmarła 1 września 1367 roku mając 66 lat w opinii świętości.
Została beatyfikowana przez papieża Leona XII w 1827 roku, a jej wspomnienie obchodzone jest w rocznicę jej śmierci.